# 나가사와 나오 (성우)
나가사와 나오(永澤菜教, 1971년 5월 12일 ~ )는 일본의 여자 성우이다. 본명은 나가사와 나오미(長澤 直美)이다.

## 출현 작품
- 강철 커뮤니케이션 - 아리스
- 꼬마 마법사 레미 - 마죠리카
  - 꼬마 마법사 레미# - 마죠리카
  - 꼬마 마법사 레미 포르테 - 마죠리카
  - 꼬마 마법사 레미 비바체 - 마죠리카
  - 꼬마 마법사 레미 비밀편 - 마죠리카
- 닌자 펭귄 땡글이 - 몬로
- 두근두근 비밀친구 - 켄타
- 레터비 - 스테이크
  - 레터비 리버스 - 스테이크
- 무한의 리바이어스 - 크리프 케이
- 바카노! - 사미사
- 별나라 요정 코미 - 무쿠(팅팅)
- 아이들의 장난감 - 타카이시 유타
- 용자지령 다그온 - 토베 마나부
- 치비 마루코짱(마루코는 아홉살) - 부타로
- 팽이대전 G블레이드 - 태양
- 프린세스 나인 - 요시모토 히카루
- 하품요정 하쿠비 - 테크노 히로시
- 아이들의 장난감 - 타카이시 유타